# مورتن هاگسترم
مورتن هاگسترم (به سوئدی: Mårten Hagström) (زاده ۲۷ آوریل ۱۹۷۱) نوازنده سوئدی گیتار ریتم گروه مشوگا است. او به خاطر نوازندگی قوی و پیچیده گیتار ریتم شناخته شده است.